# Xã Mount Calm, Quận Fulton, Arkansas
Xã Mount Calm (tiếng Anh: Mount Calm Township) là một xã thuộc quận Fulton, tiểu bang Arkansas, Hoa Kỳ. Năm 2010, dân số của xã này là 207 người.